# لوئیجی دل‌نری
لوئیجی "جی‌جی" دل‌نری (به ایتالیایی: Luigi "Gigi" Delneri) (زادهٔ ۲۳ اوت ۱۹۵۰ در آکویلیا) بازیکن سابق و مربی فوتبال اهل کشور ایتالیا می‌باشد.
دل‌نری در سال ۲۰۰۰ که به عنوان سرمربی کیه‌وو انتخاب شد، در اولین فصل حضور خود با این تیم به مقام سوم در سری بی رسید و کیه‌وو را برای اولین بار در تاریخ این باشگاه به سری آ رساند. سپس در اولین فصل حضور کیه‌وو در سری آ با این تیم به رتبهٔ پنجم لیگ رسید و به جام یوفا راه یافتند. وی در فصل ۰۲–۲۰۰۱ و در زمانی‌که هدایت تیم کیه‌وو به عهده داشت، به عنوان مربی سال سری آ نیز انتخاب شد و همچنین جایزهٔ نیمکت طلایی سری آ را کسب کرد.

## افتخارات
فردی
- مربی سال سری آ (۱): ۰۲–۲۰۰۱
- نیمکت طلایی سری آ (۱): ۰۲–۲۰۰۱